# Camptotypus facetus
Camptotypus facetus là một loài tò vò trong họ Ichneumonidae.